# Helen Hellwig
Helen Rebecca Hellwig, gift Pouch, född mars 1874, Brooklyn, död 26 november 1960, var en amerikansk högerhänt tennisspelare med stora framgångar under 1890-talet.
Helen Hellwig var en av USA:s tidigaste tennispionjärer och var den sjätte kvinnliga spelaren som vann singeltiteln i  Amerikanska mästerskapen när hon 1894 i Challenge Round  besegrade titelhållaren Aline Terry på en av gräsbanorna vid Chestnut Hill med 7-5, 3-6, 6-0, 3-6, 6-3. I finalen i All Comers Round hade Hellwig besegrat den tidigare tvåfaldiga mästarinnan Bertha Townsend. 
Hellwig var i singelfinal också året därpå, men förlorade då mot Juliette Atkinson med 6-4, 6-2, 6-1 som därmed vann sin första av tre singeltitlar i mästerskapen.
Hellwig och Atkinson vann dubbeltiteln i Amerikanska mästerskapen två år i följd, 1894 och 1895.
Hellwig spelade tennis på elitnivå också under det första årtiondet på 1900-talet och nådde bland annat semifinal i Amerikanska mästerskapen 1907. Sitt sista framträdande gjorde hon i mästerskapen 1916.    

## Grand Slam-titlar
- Amerikanska mästerskapen
  - Singel - 1894
  - Dubbel - 1894, 1895